# Levi (Finnland)
Koordinaten: 67° 48′ N, 24° 49′ O

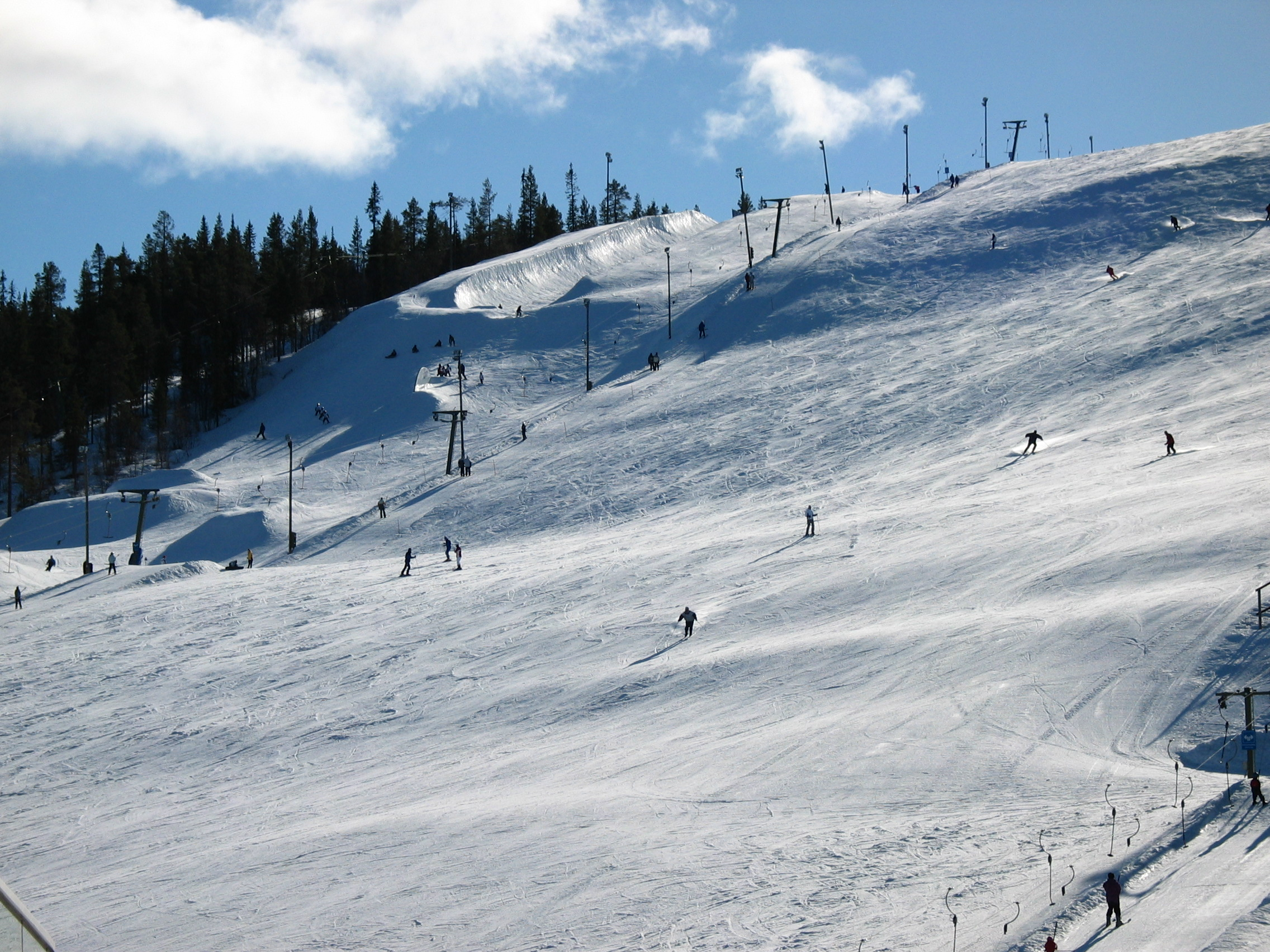
Levi Skiresort

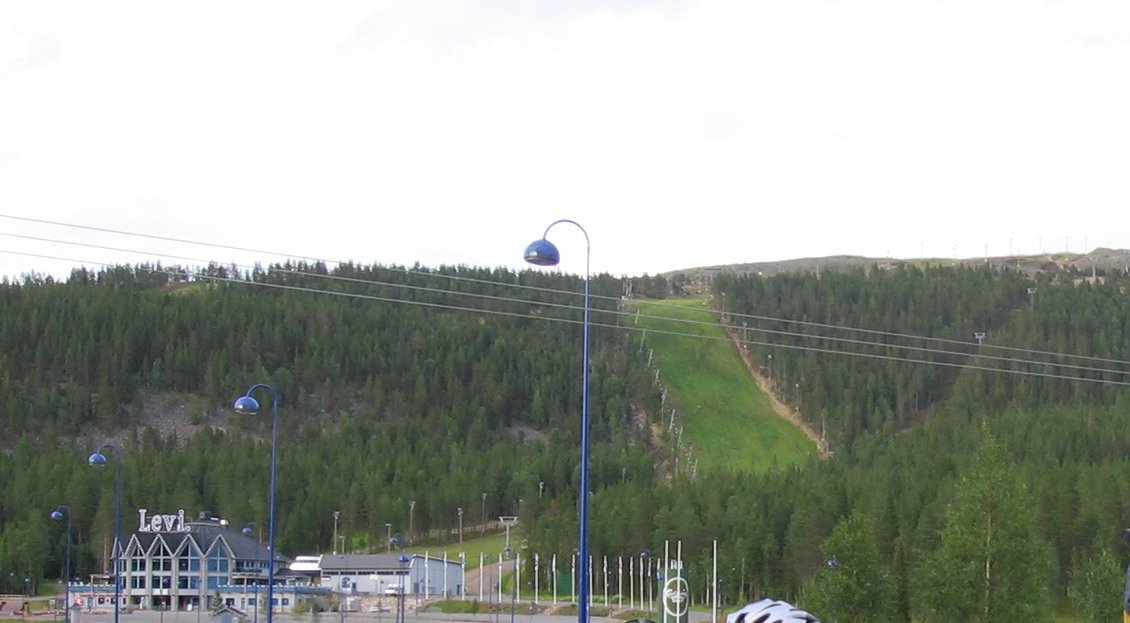
Levi im Sommer

Levi ist das größte und bekannteste Wintersportzentrum in Finnland und wurde schon viermal zum besten finnischen Skigebiet gewählt. Es erfüllt alle internationalen und FIS-Standards.
Levi liegt in der Gemeinde Kittilä in Lappland. Eine Verkehrsanbindung besteht durch den 15 Kilometer entfernten Flughafen Kittilä und durch den 80 Kilometer entfernten Bahnhof in Kolari. Levi liegt circa 900 Kilometer von der finnischen Hauptstadt Helsinki entfernt und 135 km nördlich des Polarkreises. Das Zentrum der touristischen und Versorgungs-Infrastruktur des Gebiets bildet die Ortschaft Sirkka.

## Wintersport
Die Wintersportsaison beginnt in Levi im Oktober oder November und dauert je nach Schneelage meist bis Anfang Mai. Der Berg Levi ist 531 Meter hoch (vergleiche Schartenhöhe) und bietet insgesamt 27 Liftanlagen; davon sind 2 Gondelbahnen, 1 Sesselbahn, 14 Skilifte sowie 6 Tellerschlepplifte für Kinder und 4 Kinderlifte. Das Gefälle beträgt 325 m. Es gibt 43 gut präparierte und ausgeschilderte Abfahrten für Familien und auch für Fortgeschrittene mit insgesamt 45 Pistenkilometern, wie zum Beispiel die Weltcupabfahrt, einen Snowpark, eine Halfpipe und eine Superpipe. 15 Abfahrten sind beleuchtet. Die längste Piste ist 2,1 Kilometer lang, es gibt drei schwarze Pisten für Experten.
Die Gondelbahn (Levi 2000) hat ihre Talstation auf 201 Meter, die Bergstation auf 503 Meter und überbrückt eine Strecke von 1410 Meter. Sie wurde 1999 von Doppelmayr erbaut.
Von den insgesamt 230 Kilometern Loipen, die sowohl für die klassische als auch für die Skating-Technik präpariert werden, sind 28 Kilometer beleuchtet. Des Weiteren gibt es 18 Kilometer Schneeschuhwanderwege. In der Umgebung von Levi gibt es insgesamt 886 Kilometer Schneemobil-Routen.
Das Fremdenverkehrsamt (Levin Matkailu Oy) ist seit Jahren in verschiedenen ökologischen Projekten engagiert, um die Umwelt in Levi zu schützen. Im Februar 2012 erhielt Levin Matkailu Oy den Preis „Kultainen Luuta“ (Goldener Besen).

## Ski alpin
Seit 2004 ist Levi mit den Lappland-Rennen Austragungsort von alpinen Weltcupslaloms der Damen, der hier erstmals am 28. Februar 2004 stattfand. Am 12. November 2006 wurde auch erstmals ein Weltcup-Herrenslalom auf der Piste Levi Black ausgetragen. Seit 2006 findet der Damen- und Herrenslalom jährlich im November statt.